# Droga wojewódzka 286
Die Droga wojewódzka 286 (DW 286) ist eine 19 Kilometer lange Droga wojewódzka (Woiwodschaftsstraße) in der polnischen Woiwodschaft Lebus, die Gubin mit Biecz verbindet. Die Strecke liegt im Krośnieński und im Powiat Żarski.

## Streckenverlauf
Woiwodschaft Lebus, Krośnieński
-  Gubin (Guben) (DK 32, DW 138, DW 285)
- Stargard Gubiński (Stargardt)
- Starosiedle (Starzeddel)

Woiwodschaft Lebus, Powiat Żarski
-  Jasienica (Jeßnitz) (DW 285)
- Grodziszcze (Grötzsch)
-  Biecz (Beitzsch) (DW 289)